# Anna Sjövall
Anna Margaretha Sjövall, född 28 mars 1971 på Tjörn, är en svensk teaterregissör och teaterchef.

## Biografi
Sjövall har arbetat som regissör sedan slutet av 1990-talet och jobbat på många av landets scener. Bland uppsättningarna kan nämnas Djurfarmen och Stolthet och fördom på Teater Halland, Jösses flickor – Återkomsten på Malmö Stadsteater, Schaktet av Christian Lollike på Masthuggsteatern, Fursten av Machiavelli på Backa Teater, Gyllene Draken av Roland Schimmelpfennig på Borås Stadsteater och Troll i utkanten av samhället på Regionteater Väst. 2018 iscensatte hon en nationell performance av Harold Pinters Press Conference. Hon har översatt och dramatiserat flera romaner, gjort radioföreställningar och regisserat kortfilmen Y står för Ynnest.
Anna Sjövall var ledare för Unga ensemblen på Unga riks 2001 och konstnärlig ledare för Borås Stadsteater 2002–2003. Hon var med och drev Tjörns sommarteater 2004–2009. Mellan 2010 och 2013 var hon Artist in Residence på Regionteatern Blekinge Kronoberg. Sedan 2017 är hon VD och konstnärlig ledare för Teater Halland.  
Sjövall har en magisterexamen i Internationell scenkonst vid Stockholms dramatiska högskola och har dessförinnan studerat vid Lunds Universitet, Université Stendhal i Grenoble, på Katrinebergs folkhögskola och Marieborgs folkhögskola. Hon har gått Svensk Scenkonst/Teaterförbundet/TRS chefsutbildning för regissörer.

## Utmärkelser
Anna Sjövalls produktion Allt blir bättre togs ut till Scenkonstbiennalen 2009 och uppsättningen Troll i utkanten av samhället utsågs till "Årets politiska scenkonstföreställning" på Scenkonstgalan 2015 och valdes ut till BIBU året därpå. Stolthet och fördom valdes ut till Scenkonstbiennalen 2022.

## Teater

### Regi (ej komplett)
| År   | Produktion | Upphovsmän                                             | Teater                                                                     |
| ---- | --- | ------------------------------------------------------ | -------------------------------------------------------------------------- |
| 1999 | Lunch | Steven Berkoff                                         | Paradox Gästspel Malmö Stadsteater                                         |
| 2000 | Hallå Monster Dag Monster | Pauline Mol Översättning Anna Sjövall                  | Paradox/ Unga Riks                                                         |
| 2000 | Det sista barnet Het Laatste Kind | Pauline Mol                                            | Malmö Stadsteater                                                          |
| 2001 | Skåpet | devicing                                               | Unga Riks gästspel i Japan                                                 |
| 2001 | Förrådd | Jonna Nordenskiöld                                     | Unga Riks                                                                  |
| 2002 | Ensamcyklaren | Sofia Fredén                                           | Angereds Teater                                                            |
| 2003 | Ursäkta gamling var hittar jag tiden, kärleken och galenskapen som smittar…? Undskyld, gamle, hvor finder jeg tiden, kærligheden og den galskab der smitter…? | Christian Lollike Översättning Anna Sjövall            | Borås Stadsteater                                                          |
| 2004 | Den farliga vänskapen La Seconde Surprise de l'amour | Pierre de Marivaux                                     | Borås Stadsteater                                                          |
| 2004 | Fröken Julie | August Strindberg                                      | Tjörns Sommarteater                                                        |
| 2006 | Fordringsägare | August Strindberg                                      | Tjörns Sommarteater                                                        |
| 2007 | När Åkes mamma glömde bort | Pija Lindenbaum Dramatisering Anna Sjövall             | Regionteater Väst                                                          |
| 2007 | Kalla det vad fan du vill | Marjaneh Bakhtiari Dramatisering Anna Sjövall          | Malmö Stadsteater                                                          |
| 2008 | Allt blir bättre Fewer Emergencies | Martin Crimp Översättning Anna Sjövall                 | Övergivna platser i Göteborg/ Regionteater Väst/ Honung Kreativ Produktion |
| 2008 | Jösses flickor – Återkomsten | Margareta Garpe, Suzanne Osten och Malin Axelsson      | Malmö Stadsteater                                                          |
| 2009 | Selmas kärlekar | Gunilla Boëthius och Marianne Goldman                  | Dalateatern                                                                |
| 2009 | Huitfeldt – drottning av Bohuslän | Birgitta Stenberg                                      | Tjörns Sommarteater/ Regionteater Väst                                     |
| 2009 | Det goda livet – 20 minuters paus | Jan Coster och Anna Sjövall                            | Regionteater Väst                                                          |
| 2010 | /mvh 118 100 | Kristina Ros                                           | Masthuggsteatern                                                           |
| 2010 | Don Juan | Molière                                                | Regionteatern Blekinge Kronoberg                                           |
| 2010 | Spöket på Canterville The Canterville Ghost | Oscar Wilde Dramatisering Jonathan Lehtonen            | Teater Västernorrland/ Scenkonstbolaget                                    |
| 2011 | Lärare för livet | Sofia Fredén                                           | Regionteatern Blekinge Kronoberg                                           |
| 2011 | Gyllene draken Der goldene Drache | Roland Schimmelpfennig                                 | Borås Stadsteater                                                          |
| 2012 | Wasteland | Emma Broström                                          | Regionteatern Blekinge Kronoberg                                           |
| 2013 | Skandal Kranes Konditori | Cora Sandel Dramatisering Anna Sjövall                 | Borås Stadsteater                                                          |
| 2013 | Love and Information | Caryl Churchill                                        | Malmö Stadsteater                                                          |
| 2014 | Det blir kaos i världen | Malin Axelsson                                         | Regionteater Väst                                                          |
| 2014 | Vi som blev kvar | Emma Broström                                          | Teateri                                                                    |
| 2015 | Schaktet Skakten | Christian Lollike                                      | Masthuggsteatern                                                           |
| 2015 | Troll i utkanten av samhället | devicing                                               | Regionteater Väst                                                          |
| 2016 | Fursten Il Principe | Niccolò Machiavelli Dramatisering Emma Broström        | Backa teater                                                               |
| 2016 | Hemulen som älskade tystnad | Tove Jansson                                           | Masthuggsteatern                                                           |
| 2018 | Halland Love Stories | Text: Anna Sjövall Musik: Per Gessle                   | Teater Halland                                                             |
| 2018 | Presskonferensen Press Conference | Harold Pinter                                          | Teater Halland Nationell performance                                       |
| 2018 | Sorgens Borg eller döda kaniner säger inte aj | Kristian Hallberg                                      | Teater Halland                                                             |
| 2019 | Bäst på jobbet | devicing                                               | Teater Halland                                                             |
| 2020 | Stolthet och fördom Pride and Prejudice or The Story of Mr Darcy, Mr Bingely, Mr Wickham, Mr Collins and Mr Bennet                                            | Av Anna Sjövall fritt efter Jane Austen                | Teater Halland                                                             |
| 2022 | Avsnitt mellan oss | devicing                                               | Teater Halland                                                             |
| 2022 | De försvunna barnens skog | Lucia Cajchanova                                       | Teater Halland                                                             |
| 2023 | Djurfarmen | Av Anna Sjövall, baserad på George Orwells Animal Farm | Teater Halland                                                             |

| År   | Radioteater                                                              | Upphovsmän                              |
| ---- | ------------------------------------------------------------------------ | --------------------------------------- |
| 2008 | Allt blir bättre Fewer Emergencies                                       | Martin Crimp Översättning Anna Sjövall  |
| 2010 | Kräkklubben – Det blev inte som vi hade tänkt och nu håller vi på att dö | Emma Broström                           |
| 2012 | Gyllene draken Der goldene Drache                                        | Roland Schimmelpfennig                  |
| 2012 | Alberte och Jakob Alberte og Jakob                                       | Cora Sandel Dramatisering Emma Broström |
| 2014 | Vi som blev kvar                                                         | Emma Broström                           |
| 2014 | De utbytbara                                                             | Malin Lindroth                          |
| 2020 | Stolthet och fördom Pride and Prejudice                                  | av Anna Sjövall fritt efter Jane Austen |